# 佐倉直男
佐倉 直男（さくら なおお、1909年11月23日 - 没年不明）は、日本の数学者。信州大学名誉教授。専門は微分積分学。

## 略歴・人物
長野県東筑摩郡塩尻町（現・塩尻市）出身。旧制松本第二中学（現・長野県松本県ヶ丘高等学校）、旧制松本高等学校を経て、1932年（昭和7年）東北帝国大学卒業。旧制上田中学（現・長野県上田高等学校）教諭を経て1938年（昭和13年）京城高等工業学校教授。1944年海軍兵学校教官。1946年松本高等学校教授、1950年信州大学文理学部助教授、1966年理学部教授を務めた後、1970年（昭和45年）定年退官、名誉教授。
エピソード
佐倉の名「直男」は「ただお」ではなく「なおお」と読む。
彼の教え子の一人で、信州大学文理学部最後の入学生でもある猪岐（いのまた）英夫は、信州大学理学部同窓会報の中で佐倉の想い出をこう記している。
「（前略）私は1965年（昭和40年）4月、結果的に文理学部最後の入学生として入学しました。当時はまだ西暦になじみが薄く、私たちは「40年度生」と言っていました。一年時の「微積分」は佐倉先生でした。毎時間の出席確認の際は「いのき」としか呼んでいただけず、何度も訂正を申し出ました。また前期の試験結果について全体の前で点数を言われ、私は58点だったことを今でも覚えています。（後略）」

## 著作・共著編
- 『微分と積分』(1974年)（数学リーブル<11>）佐倉 直男、 味木 博
- 『ベクトルと行列』(1974年)（数学リーブル<10>）横田 一郎、 佐倉 直男
- 『ベクトルと行列』(1972年)横田 一郎、 佐倉 直男
- 『チャート式基礎からの数学I+A : 新課程. 新課程』佐倉 直男　数研出版, 2011.9